# Iranische Unihockeynationalmannschaft
Die iranische Unihockeynationalmannschaft präsentiert die Islamische Republik Iran bei Länderspielen und internationalen Turnieren in der Sportart Unihockey (auch bekannt als Floorball). 
2012 nahm der Iran erstmals an einem internationalen Turnier teil. In Japan nahm die Mannschaft an der Asien-Pazifik-Meisterschaft 2012 teil und belegte dabei den fünften Rang bei fünf teilnehmenden Mannschaften.

## Platzierungen

### Asien-Pazifik-Meisterschaften
| Turnier | Austragungsort(e) | Platz    |
| ------- | ----------------- | -------- |
| 2012    | Hannō             | 5. Platz |

### Asien-Ozeanien Cup
| Jahr | Austragungsort(e) | Platz    |
| ---- | ----------------- | -------- |
| 2017 | Bangkok           | 7. Platz |